# Martinus Sonck
Martinus, auch Maarten Sonck (* ?, † 1625 in Anping) war ein Beamter der Niederländischen Ostindien-Kompanie und von 1624 bis 1625 der erste Gouverneur Niederländisch-Formosas.

## Leben
Sonck studierte von 1612 bis 1616 Rechtswissenschaft an der Universität Leiden. 1618 schickte ihn die Niederländische Ostindien-Kompanie als Amtsanwalt nach Batavia, wo er 1619 eintraf und in den Rat von Indien berufen wurde. 1623 wurde er zum Gouverneur der Banda-Inseln ernannt, doch noch im selben Jahr wegen Verschwendung von Schießpulver bei Salutschüssen wieder nach Batavia abberufen.

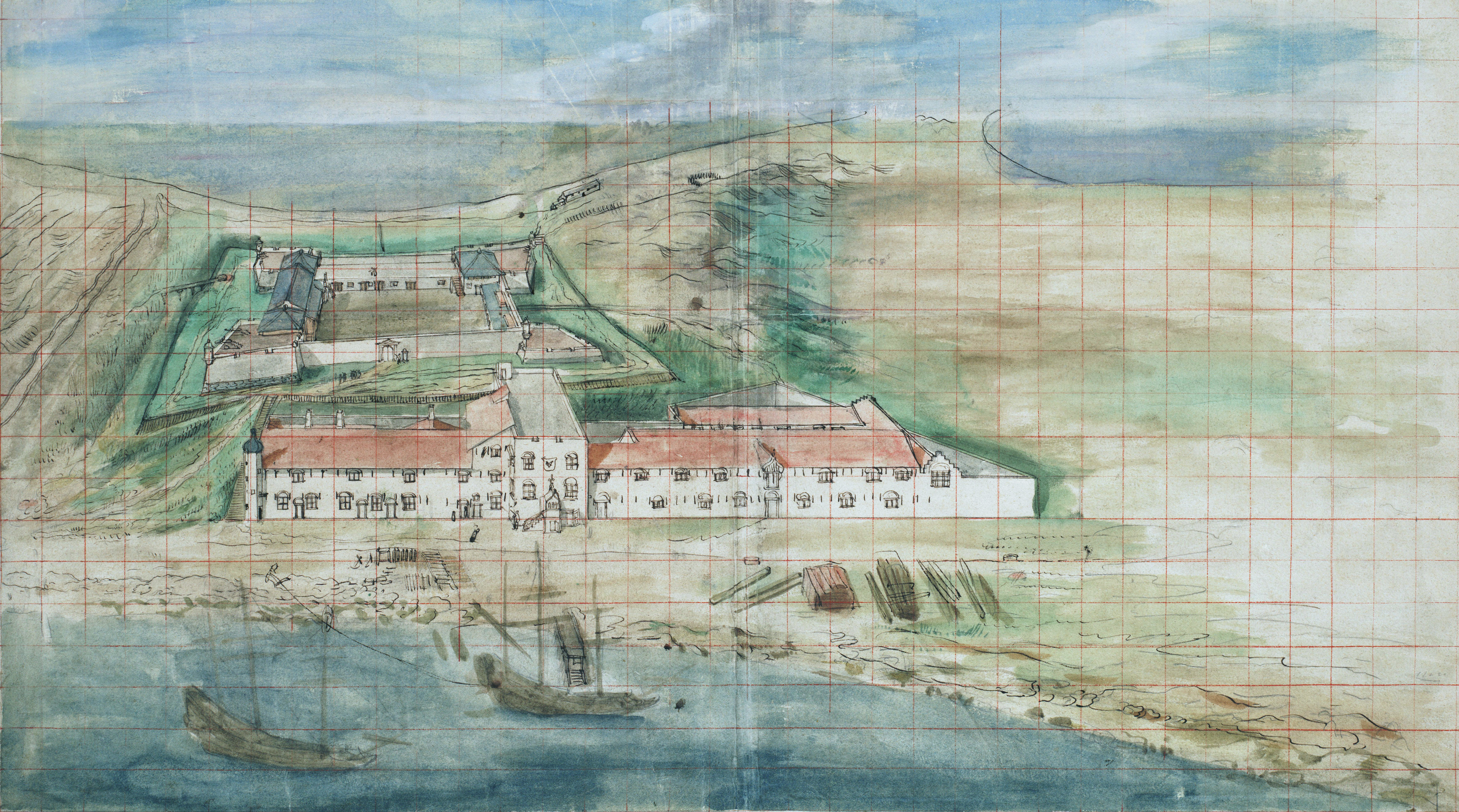
Fort Zeelandia um 1635, von Johannes Vingboons

1624 wurde er auf die Pescadoren entsandt, um den dort stationierten Kommandanten Cornelis Reijersen abzulösen. Sonck kam dort am 1. August an, kurz nach Beginn der Belagerung der Inselgruppe durch eine chinesische Flotte von 5000 bis 10.000 Mann. Am 25. August musste er sich der Übermacht beugen und nach Formosa (Taiwan) zurückziehen, wo Elie Ripon bereits im Vorjahr mit der Errichtung eines Stützpunktes an der Bucht von Tayouan (heute Anping) begonnen hatte, der Fort Orange und später Fort Zeelandia genannt wurde. Dies war der Anfang der 38 Jahre währenden niederländischen Herrschaft auf Taiwan und Sonck wurde der erste Gouverneur.
Er starb im Jahr 1625, wahrscheinlich infolge eines Schiffsunfalls bei Tayouan. Als Zeit seines Todes werden der 17. oder 21. September, auch der Dezember genannt. Er wurde im Fort Zeelandia bestattet, sein Nachfolger als Gouverneur war Gerard Frederikszoon de With.